# Kuba na Letnich Igrzyskach Olimpijskich 2000
Kubę na Letnich Igrzyskach Olimpijskich 2000 reprezentowało 229 zawodników, 147 mężczyzn i 82 kobiety.

## Zdobyte medale

### Złoto
| Zawodnik | Dyscyplina sportowa | Konkurencja                        |
| --- | ------------------- | ---------------------------------- |
| Anier García | Lekkoatletyka       | 110 m przez płotki                 |
| Iván Pedroso | Lekkoatletyka       | Skok w dal                         |
| Guillermo Rigondeaux | Boks                | Waga kogucia                       |
| Mario Kindelán | Boks                | Waga lekka                         |
| Jorge Gutiérrez | Boks                | Waga średnia                       |
| Félix Savón | Boks                | Waga ciężka                        |
| Legna Verdecia | Judo                | Kategoria do 52 kg                 |
| Sibelis Veranes | Judo                | Kategoria do 70 kg                 |
| Ángel Matos | Taekwondo           | Kategoria do 80 kg                 |
| Taismary Agüero, Zoila Barros, Regla Bell, Marlenis Costa, Ana Fernández, Mirka Francia, Idalmis Gato, Lilia Izquierdo, Mireya Luis, Yumilka Ruíz, Martha Sánchez, Regla Torres | Siatkówka           | Turniej kobiet                     |
| Filiberto Ascuy | Zapasy              | Styl klasyczny, kategoria do 69 kg |

### Srebro
| Zawodnik | Dyscyplina sportowa | Konkurencja                        |
| --- | ------------------- | ---------------------------------- |
| Javier Sotomayor | Lekkoatletyka       | Skok wzwyż                         |
| Yoel García | Lekkoatletyka       | Trójskok                           |
| Omar Ajete, Yovany Aragon, Miguel Caldes, Danel Castro, José Ariel Contreras, Yobal Duenas, Yasser Gomez, José Ibar, Orestes Kindelán, Pedro Lazo, Omar Linares, Oscar Macias, Juan Manrique, Javier Mendez, Rolando Merino, Germán Mesa, Antonio Pacheco, Ariel Pestano, Gabriel Pierre, Maels Rodriguez, Antonio Scull, Luis Ulacia, Lazaro Valle, Norge Luis Vera | Baseball            | Turniej mężczyzn                   |
| Ledys Frank Balceiro | Kajakarstwo         | C-1 1000 m                         |
| Leobaldo Pereira Ibrahim Rojas | Kajakarstwo         | C-2 1000 m                         |
| Driulis González | Judo                | Kategoria do 57 kg                 |
| Daima Beltran | Judo                | Kategoria + 78 kg                  |
| Urbia Melendez | Taekwondo           | Kategoria do 49 kg                 |
| Lázaro Rivas | Zapasy              | Styl klasyczny, kategoria do 54 kg |
| Juan Luis Marén | Zapasy              | Styl klasyczny, kategoria do 63 kg |
| Yoel Romero | Zapasy              | Styl dowolny, kategoria do 85 kg   |

### Brąz
| Zawodnik                                                                | Dyscyplina sportowa | Konkurencja                       |
| ----------------------------------------------------------------------- | ------------------- | --------------------------------- |
| José Ángel César, Luis Alberto Pérez-Rionda, Iván García, Freddy Mayola | Lekkoatletyka       | Sztafeta 4 × 100 m                |
| Osleidys Menéndez                                                       | Lekkoatletyka       | Rzut oszczepem                    |
| Maikro Romero                                                           | Boks                | Waga papierowa                    |
| Diógenes Luna                                                           | Boks                | Waga lekkopółśrednia              |
| Nelson Loyola, Candido Alberto Maya, Carlos Pedroso, Iván Trevejo       | Szermierka          | Szpada drużynowo                  |
| Manolo Poulot                                                           | Judo                | Kategoria do 60 kg                |
| Alexis Rodríguez                                                        | Zapasy              | Styl dowolny, kategoria do 130 kg |